# Комарчич, Лазар
Лазар Комарчич (серб. Лазар Комарчић;  9 (21) января 1839, Плевля (по другим данным Крняча) — 9 (22) января 1909, Белград) — сербский романист, драматург, журналист. Пионер научно-фантастической литературы в Сербии, автор первого сербского научно-фантастического романа «Jедна угашена звезда» ( рус. «Одна угасшая звезда»,1902).  
Комарчич был наиболее читаемым автором в Сербии в конце ХIХ и начале XX веков. Однако в то время научно-фантастические произведения и криминальные романы, которые он писал не считались значительной литературой, и с течением времени его творчество практически полностью было забыто. Интерес к его литературному наследию был возрождён в 1970-е года. В 1981 году в Белграде было основано «Общество любителей фантастики „Лазар Комарчич“», которое начиная с 1984 года присуждало ежегодную «Премию Лазара Комарчича». 

## Биография
Лазар Комарчич родился в небольшом селе Комартиця недалеко от города Плевля в тогдашней Османской империи в семье Миленко и Спасении Комориц родом из северо-восточной Боснии. Дядю Лазара убили турки, а отец Лазара решил им отомстить, за что был схвачен и заключён в тюрьму в Плевле. После того, как Миленко оттуда сбежал, он забрал жену и детей и переехал с родней в Валево. Именно в это время семья сменила свою фамилию на Комарчич. Там Лазар пошёл в школу, а его родители вскоре умерли. Он переехал в Белград, где учился в Grandes écoles при Белградском университете. 
После получения образования устроился журналистом, сначала работал в газете «Србија», вокруг которой в 1870-е годы группировалась передовая молодежь Сербии, а затем в газетах «Будућност», «Исток», «Нови Завет» и «Видело». В 1875 году основал  собственный журнал «Збор» выходивший в Крагуеваце, в котором излагал свои политические взгляды, на которые тогда оказывали влияние левые идеи политика-социалиста Светозара Марковича. 
В 1902 году Комарчич создал первый сербский научно-фантастический роман «Одна погасла заря», который наряду с драмой Драгутина Илича «За миллион лет» (1889) заложил основы современной сербской фантастики. Роман «Один уничтоженный разум» (1893) получил награду Сербской королевской академии. Отмечено был также и сборник рассказов «Блокнот одного покойника». Он также написал романы «Драгоценное ожерелье» (1880), «Два аманета» (1893) и «Попрошайки» (1905). Эти романы характеризуются криминальным сюжетом и являются одними из первых в таком роде на сербском языке. Творчество Комарчича не сводится исключительно к научной фантастике, а имеет также черты романтической и реалистической литературы. В отличие от его современников Жюля Верна и Герберта Уэллса его научно-фантастическое творчество за пределами Сербии было почти полностью забыто. Интерес к его литературному наследию был возрождён начиная с 1970-х годов. В 1981 году в Белграде было основано «Общество любителей фантастики Лазар Комарчич», которое начиная с 1984 года присуждало ежегодную «Премию Лазара Комарчича» за лучшие фантастические произведения года.

### Романы
- Драгоцен огрлица, 1880.
- Два аманета, 1893.
- Један разорены ум, 1893.
- Мој кочијаш : Слики 1883 часов, 1887.
- Једна угашена звезда, 1902.
- Просиоцы, 1905.
- Мученицы за слободу, 1907.

### Рассказы
- Блокнот једног покојника
- Последње богом
- Шах-мат!